# Florence Augusta Merriam Bailey
Pour les articles homonymes, voir Bailey.
Florence Augusta Merriam Bailey (8 août 1863 - 22 septembre 1948) est une ornithologue américaine et une écrivaine naturaliste. Elle organise les premières sections de la société Audubon et s'investit pour la protection des oiseaux. Elle publie en 1890 ce qui est considéré comme le premier guide moderne de terrain sur les oiseaux, Birds Through an Opera-Glass. Son travail de terrain dans l'Ouest américain, souvent avec son mari, Vernon Bailey, est relaté dans plusieurs livres, en particulier, Handbook of the Birds of West of the United States et The Birds of New Mexico.

## Vie et travail

### Petite enfance et famille
Florence Augusta Merriam Bailey est née le 8 août 1863 à Locust Grove près de Leyden, dans l'État de New York,. Son père est le député Clinton L. Merriam (en) et sa mère Caroline Hart Merriam, elle-même diplômée du Rutgers Female Institute (en). Elle est la plus jeune de quatre enfants, et son frère aîné est le zoologiste Clinton Hart Merriam. Elle a également une sœur Ella Gertrude qui meurt avant la naissance de Florence et un frère aîné Charles Collins. Elle grandit dans le domaine familial, Homewood, sur une colline boisée au-dessus de la maison de ses grands-parents. Les enfants sont encouragés à étudier les sciences : leur mère leur donne des cours d'astronomie, et leur tante paternelle, Helen Bagg, les initie à la botanique. Florence accompagne son frère Clinton dans sa recherche de spécimens. Leur père est lui-même un amateur de science et il correspond avec John Muir qu'il a rencontré au parc de Yosemite pendant l'été 1871.
À l'adolescence, Florence Merriam est de santé fragile. Elle étudie à l'école privée de Mme Piatt à Utica à New York, pour préparer son admission à l'université. Elle fréquente le Smith College en tant qu'auditrice libre de 1882 à 1886 et reçoit un certificat au lieu du diplôme décerné aux étudiantes qui suivent le cursus intégral. Cependant, elle sollicite un diplôme en 1921, finalement octroyé par Smith College la même année,. Elle a également suivi six mois de séminaires à l'université Stanford pendant l’hiver 1893-1894 ,,.
La famille Merriam passe les hivers les plus rigoureux loin de Homewood, dans le climat relativement plus clément de New York. Ils y font la connaissance de Ernest Thompson Seton qui encourage le goût de Florence Merriam pour l'étude des oiseaux.

### Activisme pour la protection des oiseaux
À l'époque où Merriam s'intéresse aux oiseaux, la plupart des études sur les oiseaux sont basées sur des collections de musées. Cependant, ce qui l'intéresse est l'étude des oiseaux vivants et de leur comportement sur le terrain. À cette époque, la mode veut que les femmes portent des plumes d'oiseau sur leurs chapeaux. Merriam écrit en 1885 le premier d'une série d'articles de journaux critiquant cette pratique. En 1886, en collaboration avec George Bird Grinnell et sa camarade de classe Fannie Hardy, elle organise la section du Smith Collège de la Société nationale Audubon. La section invite le naturaliste John Burroughs à lui rendre visite et, en 1886, il participe à une promenade naturaliste avec le groupe.
En 1897, Merriam s'installe à Washington, et elle s'investit dans la section de Columbia de la Société nationale Audubon. L'année suivante, elle y donne des cours d'ornithologie. Elle est également active au sein du Comité de protection des oiseaux de l’American Ornithological Society.
Merriam a à cœur de montrer et de faire connaître aux gens l'importance des oiseaux vivants et continue à œuvrer pour leur protection. Elle et ses amis obtiennent en 1900 le Lacey Act qui interdit le commerce entre États de la faune capturée, transportée ou vendue illégalement. Il s’agit d’une première étape pour mettre fin en particulier au massacre des oiseaux de mer tels que les pélicans et les grèbes. Sensibilisation du public et de nouvelles législations mettront fin à la mise à mort des oiseaux pour la décoration des chapeaux et des vêtements.

### Ornithologie de terrain
Elle publie à vingt-six ans Birds Through an Opera-Glass, un guide d'observation sur les oiseaux, d'après ses observations sur le terrain, qui est considéré comme le premier des guides modernes d'oiseaux illustrés. Il s'agit d'une adaptation d'une série de chroniques parues pour la première fois dans Audubon Magazine. Le livre décrit soixante-dix espèces communes. Orienté vers les femmes et les jeunes, le travail est décrit comme « charmant, sans prétention et utile». 

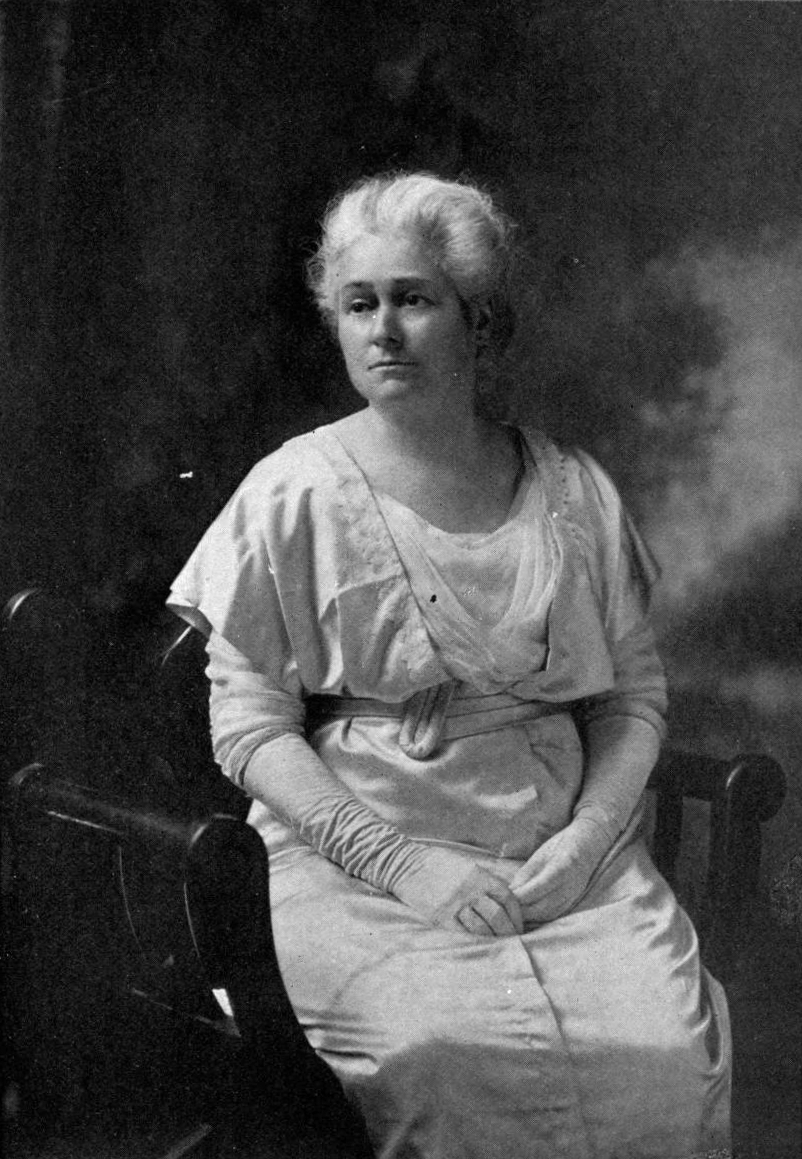
Portrait d'après Bird Lore (1916)

En 1889, Florence Merriam effectue ce qui sera le premier d'une série de voyages dans l'ouest des États-Unis pour rendre visite à son oncle, le major Gustavus French Merriam, à « Twin Oaks», sa propriété familiale du comté de San Diego, en Californie. L'un des objectifs du voyage est de rétablir la santé de Florence qui souffre probablement de tuberculose, bien que sa maladie n'ait jamais été officiellement diagnostiquée. Quelques années plus tard, elle se rend dans l'Utah et l'Arizona en compagnie d'Olive Thorne Miller. Elle décrit ses expériences dans My Summer in a Mormon Village, un récit de voyage. Son deuxième voyage à Twin Oaks, qui lui permet d'étudier les oiseaux et de monter à cheval aboutit à la publication de A-Birding sur un Bronco, le premier livre illustré par Louis Agassiz Fuertes . À son retour de l'ouest, Florence s'installe chez son frère Clinton Hart Merriam à Washington où elle s'emploie à organiser des sections locales du club national des femmes scientifiques.
Merriam écrit en 1898 Birds of Village and Field, un deuxième guide d'initiation aux oiseaux des champs qui contient plus de 150 espèces.
Le 18 décembre 1899, elle épouse Vernon Bailey, naturaliste responsable du Bureau d'étude biologique du Département de l'Agriculture des États-Unis (USDA) et collègue de son frère Clinton. Parmi les visiteurs de la maison des Baileys se trouvent le naturaliste et inventeur Clarence Birdseye et la botaniste Alice Eastwood. L'artiste animalier Charles R. Knight fournit la pièce maîtresse de la bibliothèque de la maison, un portrait de tigre au repos. Les Baileys sont également amis avec le jeune couple de naturalistes Olaus Murie et Margaret « Mardy» Murie.
La réalisation suivante de Florence est une œuvre d’ornithologie majeure et un complément au manuel de Frank Chapman, Handbook of birds of eastern North America. S'appuyant sur les meilleurs travaux disponibles, sur l'étude de spécimens accomplie avec l'aide de Robert Ridgway de la Smithsonian Institution, sur 600 illustrations provenant de nombreuses sources et sur son travail de terrain, elle publie le Handbook of Birds of the Western United States en 1902. Le livre restera une référence bibliographique en ornithologie pendant plus de 50 ans. Sans sacrifier la précision technique, le manuel inclut une description vivante des comportements tels que la nidification, l'alimentation et la vocalisation, informations qui seront peu soulignées dans les ouvrages qui suivront.

Le couple de naturalistes voyage beaucoup et ils encouragent de nombreux jeunes à entreprendre des études d'histoire naturelle. En trois décennies, Florence et Vernon couvrent une grande partie de l'Ouest américain. Ils explorent le sud de la Californie en 1907, le Dakota du Nord ou Florence Merriam se rend en 1909, en 1912 et en 1916, l'Oregon côtier en 1914. En 1918, ils publient une étude sur le parc national des Glaciers sous le titre Wild Animals of Glacier National Park. 

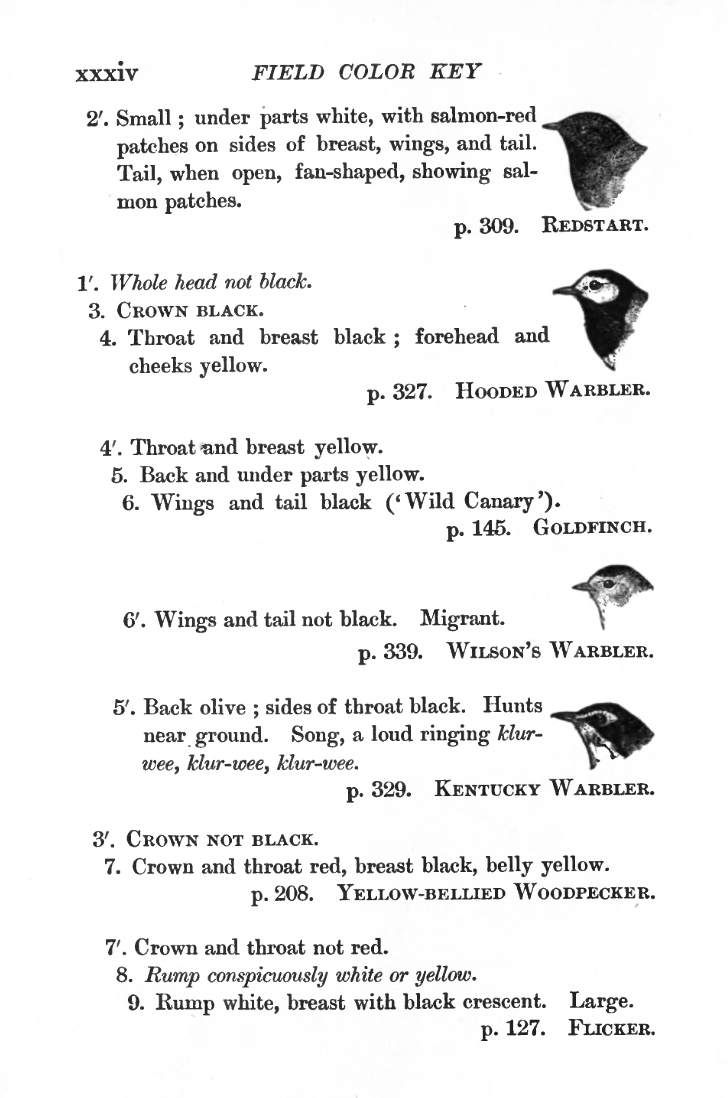
Page montrant la clé illustrée pour l'identification des oiseaux

Les premiers travaux de recherche des Baileys sur le terrain dans le territoire du Nouveau-Mexique ont lieu en 1903 et pendant trois étés. Après la mort de Wells Cooke (en) en 1916, Florence Merriam est invitée à achever les travaux de Cooke sur les oiseaux de la région. S'appuyant sur ses notes personnelles de terrain, elle écrit ce qui est considéré comme sa grande œuvre, The Birds of New Mexico, qui ne sera publié qu'en 1928. Florence Merriam reçoit pour ce travail la médaille Brewster en 1931.
Florence Merriam visite ce qui est alors le Territoire de l'Arizona dans les années 1890. Elle retourne dans l'État de l'Arizona plusieurs fois seule ou avec son mari au cours des années 1920. Son dernier ouvrage est Among the Birds in the Grand Canyon Country,, publié par le National Park Service en 1939, dix ans avant sa mort.
Un essai de Paul Henry Oehser (en) compare favorablement les premiers livres de Florence Merriam Bailey et les écrits de John Muir et John Burroughs, en la décrivant comme l'une des ornithologistes les plus littéraires de son temps, combinant un amour intense des oiseaux, une remarquable capacité d'observation avec un grand talent pour l'écriture et un grand respect pour la science. En dépit de ses randonnées et voyages continuels avec son mari à travers le pays, Florence Bailey aborde l’étude de la nature dans une contemplation paisible et silencieuse. Elle écrit: « Cultivez un esprit philosophique, contentez-vous d'écouter les voix du marais; laissez les voix fascinantes, mystérieuses et étonnantes vous entourer et vous apaiser».

### Fin de vie
Florence Merriam Bailey décèmeurtde des suites d'une dégénérescence myocardique à Washington, le 22 septembre 1948. Elle est inhumée dans la vieille maison Merriam de Locust Grove, à New York. 

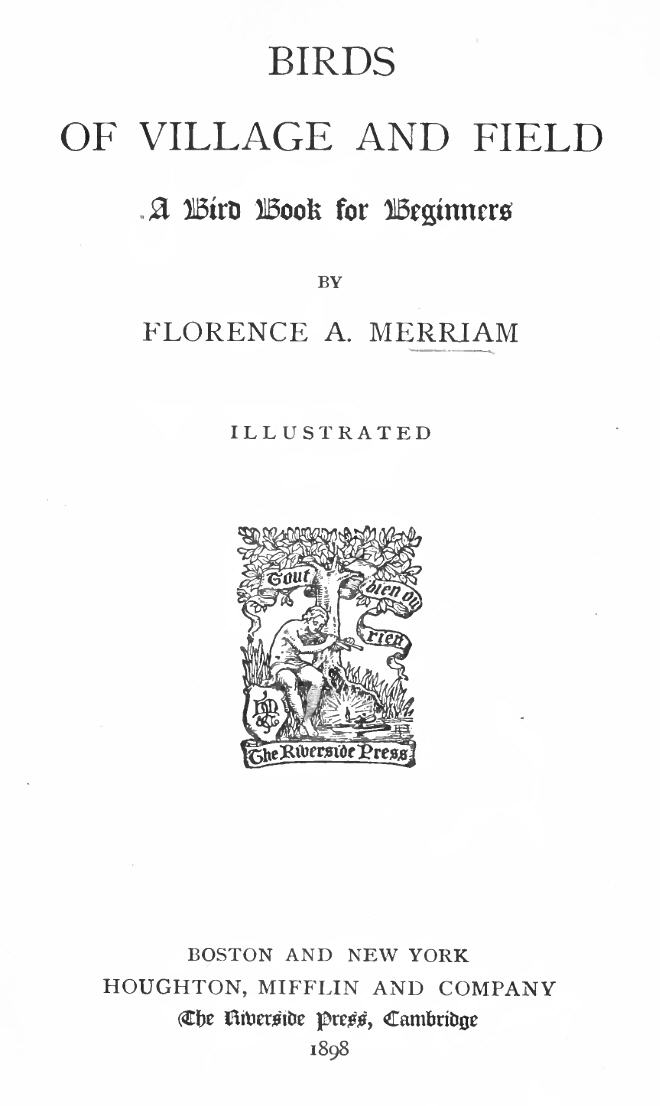
Couverture de Birds of Village and field

## Honneurs et distinctions
- 1885 : première femme membre associée de l'American Ornithological Society à l'invitation de son frère Clinton Hart Merriam[52]
- 1908 : Joseph Grinnell baptise en son honneur une sous-espèce californienne de mésanges de montagne Parus gambeli baileyae[53]
- 1931 : médaille Brewster pour son ouvrage Birds of New Mexico[47]
- 1933 : docteure honoris causa (LL.D) de l'université du Nouveau-Mexique[54]
- 1992 : une montagne dans le sud de la Chaîne des Cascades en Oregon est appelée mont Bailey, en l'honneur de Florence et de Vernon Bailey[55]

## Publications (sélection)
- (en) Birds Through an Opera-Glass, Boston, MA, Houghton Mifflin, 1890 (DOI 10.5962/bhl.title.60311)
- (en) My Summer in a Mormon Village, Boston, MA, Houghton Mifflin, 1894 (lire en ligne)
- (en) A-Birding on a Bronco, Boston, MA, Houghton Mifflin, 1896 (DOI 10.5962/bhl.title.12539)
- (en) How Birds Affect the Farm and Garden, New York, NY, Forest and Stream Publishing, 1896 (DOI 10.5962/bhl.title.36220)
- (en) Birds of Village and Field : A Bird Book for Beginners, Boston, MA, Houghton Mifflin, 1898 (DOI 10.5962/bhl.title.30028)
- (en) Handbook of Birds of the Western United States, Including the Great Plains, Great Basin, Pacific Slope, and Lower Rio Grande Valley, Boston, MA, Houghton Mifflin, 1902 (DOI 10.5962/bhl.title.7872). Illustrations de Louis Agassiz Fuertes.
- avec Vernon Bailey, Wild Animals of Glacier National Park, Washington, DC, Government Printing Office, 1918 (DOI 10.5962/bhl.title.13645)
- (en) Birds of New Mexico, Santa Fe, New Mexico Department of Game and Fish, State Game Protective Association & Bureau of Biological Survey, 1928.
- (en) Among the Birds in the Grand Canyon Country, Washington, Government Printing Office, 1939 (lire en ligne)